# Lucien Mayrargue
Lucien Mayrargue est un dramaturge et réalisateur français né à Nice le 24 décembre 1877, mort le 3 août 1946 en son domicile dans le 17e arrondissement de Paris.

## Biographie
Connu d'abord pour son activité de dramaturge, également directeur du théâtre parisien La Comédie royale de 1901 à 1923, Lucien Mayrargue s'oriente vers le cinéma à la fin des années 1920.
Sa production restera toutefois limitée à six films, dont deux longs métrages.
Lucien Mayrargue était l'époux de l'actrice Mary Serta.

## Filmographie

### Courts métrages
- 1931 : Pour la voir de plus près
- 1932 : En vadrouille
- 1932 : Un monsieur qui suit les dames
- 1934 : Nous marions Solange

### Longs métrages
- 1930 : Illusions
- 1938 : Neuf de trèfle
- 1939 : La Boutique aux illusions de Jacques Séverac (dialoguiste)[4]

## Théâtre
- 1899 : Le Joug
- 1901 : Un sauvetage
- 1901 : Modern-styl !
- 1903 : Fille
- 1907 : Cette rosse de Fanny
- 1907 : Le Chien du jardinier
- 1909 : Nuit sicilienne
- 1911 : Il y a une suite
- 1917 : En beauté (avec Maxime Carel)
- 1920 : Ma femme et son mari (avec Maxime Carel)
- 1924 : Bob et moi (avec André Barde)
- 1927 : L'Amant conjugal, au théâtre Michel[5].
- 1928 : Neuf !, comédie en 4 actes au Théâtre Femina[6].

## Publication
- Les Heures profanes, Bernard Grasset, 1911 (recueil de poèmes)